# Президенте Пруденте
Президенте Пруденте (порт. Presidente Prudente) град је у Бразилу у савезној држави Сао Пауло. Према процени из 2007. у граду је живело 202.789 становника.

## Становништво
Према процени из 2007. у граду је живело 202.789 становника.
| 1991.   | 2000.   |
| ------- | ------- |
| 165.484 | 189.186 |